# Sanja Ilić
Sanja Ilić wł. Aleksandar Ilić, serb. Александар Илић (ur. 27 marca 1951 w Belgradzie, zm. 7 marca 2021 tamże) – serbski kompozytor, muzyk i autor tekstów.

## Biografia
Ilić urodził się 27 marca 1951 roku w Belgradzie. Jego ojciec był kompozytorem, jego brat Dragan jest muzykiem, członkiem zespołu Generacija 5. Ilić był żonaty z serbską aktorką i modelką Zlatą Petković do jej śmierci w 2012 roku. Mieli syna, który urodził się w 1984 roku. 
Ilić rozpoczął karierę muzyczną w wieku 12 lat, kiedy skomponował piosenkę dla serbskiego piosenkarza Dragana Lakovicia. W wieku 16 lat skomponował piosenkę „Baj baj baj”. Ukończył studia na Wydziale Architektury Uniwersytetu w Belgradzie. Ilić kontynuował karierę muzyczną w latach 70., występując w różnych zespołach, takich jak Vragolani i San. Później skomponował muzykę do hymnu drużyny piłkarskiej Crvena zvezda Belgrad. W 1982 roku skomponował piosenkę „Halo, Halo”, która reprezentowała Jugosławię na Konkursie Piosenki Eurowizji 1982 w wykonaniu Aska. Później skomponował piosenkę „Princeza”, która brała udział w eliminacjach by reprezentować Jugosławię na Konkursie Piosenki Eurowizji w 1984 roku.
W 1998 roku Ilić założył zespół muzyczny Sanja Ilić & Balkanika, a swój pierwszy wspólny koncert zagrali w 2000 roku. Z Balkaniką reprezentował Serbię na Konkursie Piosenki Eurowizji 2018 w Lizbonie z piosenką „Nova deca”. 
Ilić zmarł 7 marca 2021 roku w Belgradzie z powodu komplikacji spowodowanych przez COVID-19.